# Eblanski jezik
Eblanski jezik (ISO 639-3: xeb; eblaitski; eblan, eblaite), drevni istočnosemitski jezik koji se u 3 mileniju prije Krista govorio na području grada Ebla u današnjoj zapadnoj Siriji.
Ostao je zabilježen na 1 800 glinenih pločica, a proučavao ih je Giovanni Pettinato.